# La Constitution de la société
 (décembre 2018).
- Si vous ne connaissez pas le sujet, laissez ce bandeau (vous pouvez alors contacter les auteurs).
- Si vous supprimez le contenu mis en cause (vous pouvez préalablement contacter les auteurs),

argumentez précisément cette suppression dans la page de discussion
(un manque de référence n'est pas un argument ; une recherche réelle de référence doit avoir été effectuée, être formellement documentée).
Anthony Giddens a essayé de dépasser le débat domination individu/organisation. La théorie de la structuration, élaborée par Giddens et présentée dans son ouvrage La Constitution des la société, se pose en réaction des théories sociales classiques. Celles-ci prônaient soit l’objectivisme (l’objet social détermine le sujet), soit le subjectivisme (le sujet individuel prédomine l’objet social).
En effet, Giddens part du constat que les sociologies de l’action reposent sur une domination du sujet individuel, et que le structuralisme et le fonctionnalisme s’appuient au contraire sur une domination de l’organisation. En outre, dans l’introduction de son ouvrage, Giddens explique que, malgré la concurrence des différentes théories sociologiques de la seconde moitié du XXe siècle, celles-ci concernent systématiquement trois domaines de recherche :
1. le caractère actif et réflexif des conduites humaines ;
2. le rôle essentiel du langage et des facultés cognitives ;
3. la décadence des philosophies « empiricistes » des sciences de la nature.

La théorie de la structuration tente d’apporter des réponses aux trois domaines précités. Son objet d’études devient l’ensemble des pratiques sociales accomplies dans l’espace et dans le temps, et non plus l’étude de l’acteur individuel ou d’entités sociales.
L’auteur insiste sur ses préoccupations ontologiques, qui, selon lui, devraient occuper une place centrale dans toute théorie sociale. En effet, il reproche aux autres théories de consacrer trop d’efforts à des préoccupations épistémologiques, plutôt qu’à l’étude de l’être et de sa place.
Giddens ne formule pas d’hypothèse. Son ouvrage se veut avant tout une synthèse de ses travaux sur la théorie de la structuration, publiés dans différents articles. Ainsi il n'offre pas un programme de recherche à proprement parler, mais un cadre général d'interprétation, ouvert à de nombreuses applications dans les diverses disciplines des sciences sociales.
L’élément central de sa théorie est appelé par l’auteur « Dualité du structurel ». Giddens s’est penché sur la création et la reproduction du système social qu’il explique de la façon suivante : les acteurs sont enrôlés dans un flot quotidien et permanent d’actions, qui engendrent des interactions avec d’autres acteurs et l’organisation. La reproduction de ces interactions caractérise le système social, d’où émanent des propriétés structurelles. La structure est alors considérée comme à la fois le moyen et le résultat des actions qu’elle organise. Cette boucle entre structure et actions est identifiée par Giddens comme la dualité du structurel. Au sein de cette société, en agissant et interagissant, les acteurs produisent trois propriétés structurantes : du sens, du pouvoir et de la légitimation.
Giddens montre ainsi que la société « est un accomplissement compétent de ses membres, mais qui prend place dans des conditions qui ne sont ni totalement intentionnelles, ni totalement comprises de leur part (…). Malgré cela, les êtres humains (…) sont les seuls créatures à faire leur propre histoire en sachant qu’ils ne peuvent la contrôler, tentent sans cesse d’y parvenir ».
- The Constitution of Society (1984) - (La Constitution de la société, publié en France par les Presses Universitaires de France)